# Гжибув (гміна Богорія)
Гжибув (пол. Grzybów) — село в Польщі, у гміні Богорія Сташовського повіту Свентокшиського воєводства.
Населення — 277 осіб (2011).
У 1975-1998 роках село належало до Тарнобжезького воєводства.

## Демографія
Демографічна структура на день 31 березня 2011 року:
|          | Загалом | Допрацездатний вік | Працездатний вік | Постпрацездатний вік |
| -------- | ------- | ------------------ | ---------------- | -------------------- |
| Чоловіки | 142     | 36                 | 88               | 18                   |
| Жінки    | 135     | 26                 | 76               | 33                   |
| Разом    | 277     | 62                 | 164              | 51                   |